# Stick Me Donna Majick Momma
Stick Me Donna Majick Momma es un bootleg oficial de la banda Sonic Youth, que corresponde a un sencillo en formato de siete pulgadas, publicado en febrero de 1988.
La canción 1, grabada en estudio en 1985, es una primera versión de lo que sería "Expressway to Yr. Skull", del álbum EVOL. El tema 2 fue grabado en directo el 30 de octubre de 1983 en Berlín.

## Lista de canciones
1. "Stick Me Donna Majick Momma"
2. "Making the Nature Scene"